# Wiktorija Alexandrowna Sinizina
Wiktorija Alexandrowna Sinizina (russisch Виктория Александровна Синицина; englisch Victoria Sinitsina; * 29. April 1995 in Moskau) ist eine russische Eiskunstläuferin, die im Eistanz antritt. Zusammen mit Nikita Kazalapow wurde sie 2021 in Stockholm Weltmeisterin.

## Karriere
Sinizina gewann zusammen mit Ruslan Schiganschin Gold bei den Eiskunstlauf-Juniorenweltmeisterschaften 2012. Sie nahmen außerdem an den Olympischen Winterspielen 2014 teil.
Ab der Saison 2014/15 tritt sie im Eistanz zusammen mit Nikita Kazalapow an. Beide gewannen 2019 eine Silbermedaille bei den Eiskunstlauf-Weltmeisterschaften. Im Jahr 2020 wurden sie Europameister im Eistanz.

## Ergebnisse
Mit Nikita Kazalapow als Partner:
| Meisterschaft / Jahr               | 2015    | 2016    | 2017    | 2018    | 2019    | 2020    | 2021    | 2022    |
| ---------------------------------- | ------- | ------- | ------- | ------- | ------- | ------- | ------- | ------- |
| Olympische Winterspiele            |         |         |         |         |         |         |         | 2.      |
| Weltmeisterschaften                |         | 9.      |         |         | 2.      |         | 1.      |         |
| Eiskunstlauf-Europameisterschaften |         | 4.      | 10.     |         | 4.      | 1.      |         | 1.      |
| Russische Meisterschaften          | 4.      | 2.      | 3.      |         | 1.      | 1.      |         |         |
| Grand-Prix-Wettbewerb / Saison     | 2014/15 | 2015/16 | 2016/17 | 2017/18 | 2018/19 | 2019/20 | 2020/21 | 2021/22 |
| Grand-Prix-Finale                  |         |         |         |         | 2.      | 6.      |         |         |
| Cup of Russia                      | 4.      | 3.      |         |         |         | 1.      | 1.      | 1.      |
| NHK Trophy                         | 7.      |         | 5.      | 4.      |         |         |         | 1.      |
| Skate America                      |         | 2.      |         | 3.      |         |         |         |         |
| Internationaux de France           |         |         |         |         | 2.      |         |         |         |
| Skate Canada                       |         |         |         |         | 2.      |         |         |         |
| Cup of China                       |         |         | 4.      |         |         | 1.      |         |         |
| Teamwettbewerb / Saison            | 2014/15 | 2015/16 | 2016/17 | 2017/18 | 2018/19 | 2019/20 | 2020/21 | 2021/22 |
| Olympische Winterspiele            |         |         |         |         |         |         |         | 3.      |
| World Team Trophy                  |         |         |         |         | 3.      |         | 1.      |         |

Mit Ruslan Schiganschin als Partner:
| Meisterschaft / Jahr               | 2012    | 2013    | 2014    |
| ---------------------------------- | ------- | ------- | ------- |
| Olympische Spiele                  |         |         | 16.     |
| Weltmeisterschaften                |         |         | 7.      |
| Universiade                        |         | 3.      |         |
| Eiskunstlauf-Europameisterschaften |         |         | 4.      |
| Russische Meisterschaften          | 1.      | 5.      | 3.      |
| Grand-Prix-Wettbewerb / Saison     | 2011/12 | 2012/13 | 2013/14 |
| Cup of Russia                      | 3.      |         |         |
| Cup of China                       | 6.      |         |         |
| NHK Trophy                         |         | 8.      |         |

## Kontroverse
Am 18. März 2022, wenige Wochen nach dem Beginn der Invasion Russlands in die Ukraine, nahmen Sinizina und ihr Partner Kazalapow an einer vom Kreml organisierten Propagandshow am Jahrestag der Krim-Annexion im Olympiastadion Luschniki teil.